# Демково (Черкасская область)
Демково (укр. Демкове) — село в Звенигородском районе Черкасской области Украины.
Население по переписи 2001 года составляло 95 человек. Почтовый индекс — 20214. Телефонный код — 4740.

## Местный совет
20214, Черкасская обл., Звенигородский р-н, с. Шевченково